# Ёга (живопись)

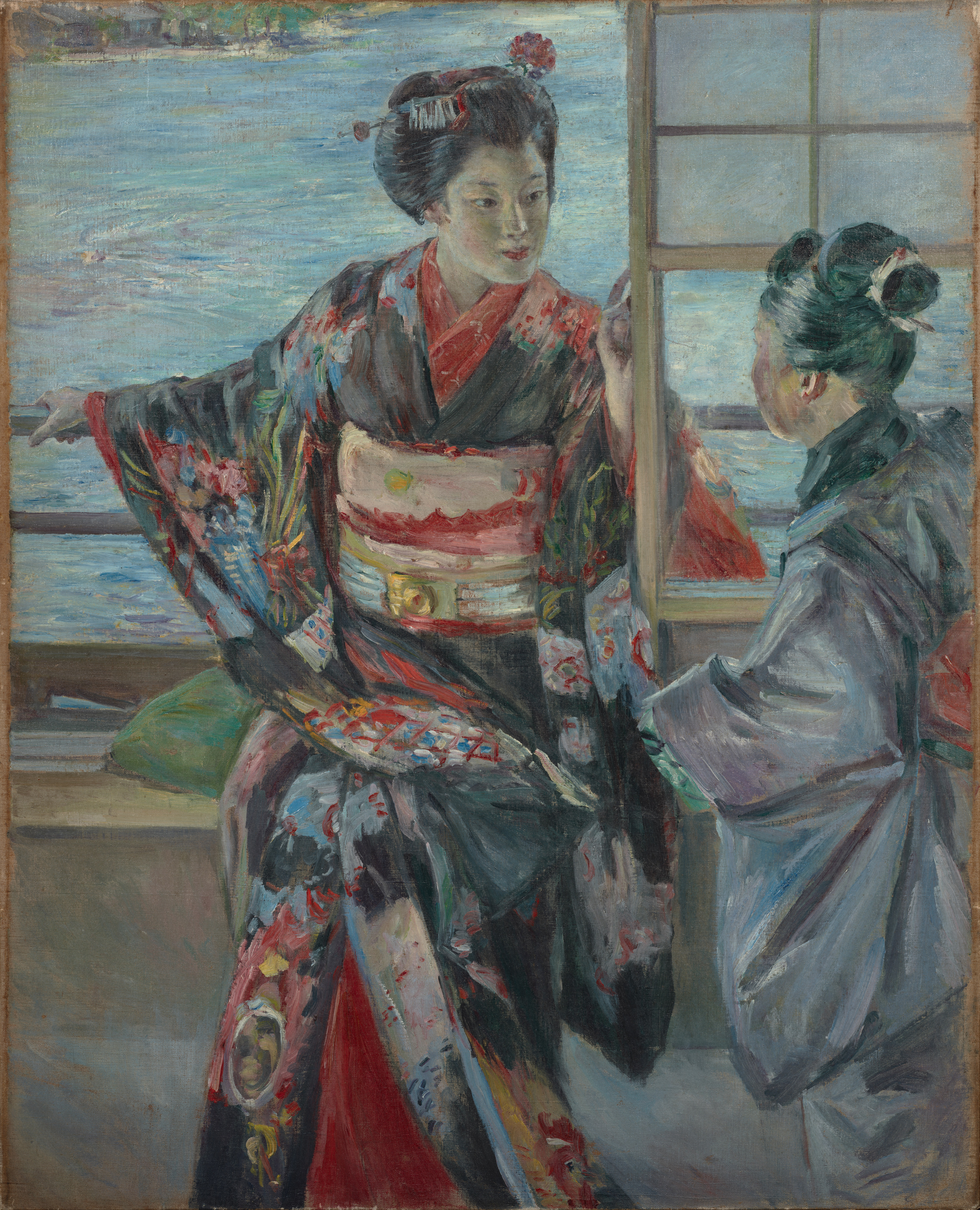
Майко, Сэйки Курода

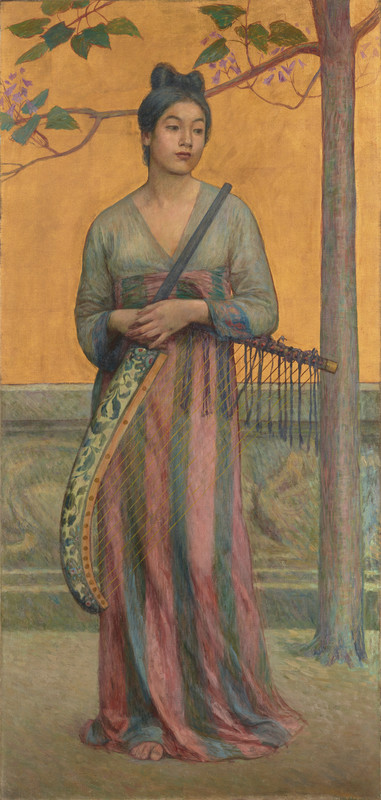
Воспоминание об эпохе Тэмпё, Фудзисима Такэдзи

Ёга (яп. 洋画, «западный стиль живописи», «европейские картины») — направление японской живописи, где художники стали подражать и брать техники из западного стиля. Термин ёга появился в период Мэйдзи с целью отделить работы этого стиля от произведений традиционного японского стиля (нихонга).

## История
Европейское искусство начало распространяться в Японии с конца периода Муромати вместе с прибывшими в страну христианскими миссионерами. Ранние работы — предшественники стиля ёга создавались на религиозные сюжеты. В то же время благодаря политике сакоку, которую вёл сёгунат Токугава, влияние западной культуры на японскую было резко пресечено; исключением стало использование линейной перспективы. Единственным открытым каналом взаимодействия Японии с западными странами оставались торговые связи Китая и Нидерландов, откуда пришли первые западные научные работы (рангаку).
В 1855 году появился Бансё Сирабэйсё — институт изучения варварских книг, чьей задачей был перевод западных книг и научных работ, в том числе и по искусству. В этом направлении работу возглавил Каваками Тогаи, его помощником стал Такахаси Юити — ученик британского художника Чарльза Виргмана, считающийся первым живописцем стиля ёга.
В 1876 году зародилась Кобу бидзюцу гакко (в будущем на её месте возникла школа технического искусства) — первая школа живописи стиля ёга. В неё были приглашены иностранные преподаватели, среди которых итальянский живописец Антонио Фонтанези, скульптор Винченсо Ракуса и Джованни Каппелетти, преподававший общие подготовительные дисциплины. Живопись ёга отличалась появлением новых сюжетов и техник живописи; от традиционных японских материалов художники перешли к масляной живописи, а также стали практиковать живопись с натуры.
В 1880-х годах из-за бурного развития направления нихонга и общего негативного настроя общественности по отношению к влиянию западных стран, развитие стиля ёга существенно замедлилось. В 1878 году страну покинул Фонтанези, в 1883 году Кобу бидзюцу гакко пришлось закрыть. В 1882 году картины в европейском стиле перестали приниматься для участия в государственных выставках. Однако в 1889 году появилось Мэйдзи бидзюсукаи — общество изящных искусств Мэйдзи, основанное художниками — представителями ёга. В 1893 году после учёбы в Европе в страну вернулся Сэйки Курода, внёсший существенный вклад в развитие направления в Японии.
Примерно с этого времени ёга и нихонга стали двумя основными и признанными направлениями японского искусства. Стиль Нихонга адаптировал некоторые черты реализма из западного искусства, например, использование перспективы и светотени. В настоящее время из-за ассимиляции техник и материалов эти два направления стало сложно отделить друг от друга.

## Материалы
Ёга использует такие техники, как масляная живопись, акварель, пастель, литография, офорт; тем не менее, в литературе термин часто относят исключительно к живописи маслом.

## Представители направления
- Асаи Тю
- Фудзисима Такэдзи
- Сэйки Курода
- Такахаси Юити
- Ямамото Хосуи
- Рюсэй Кисида
- Нарасигэ Коидэ
- Сэкино Дзюнъитиро